# Neil Young (album)
Pour les articles homonymes, voir Neil Young (homonymie).
Albums de Neil Young
Everybody Knows This Is Nowhere
(1969)
Neil Young est le premier album solo de l'artiste éponyme, sorti en 1968.

## Historique
À la suite de problèmes avec Stephen Stills, Neil Young quitte Buffalo Springfield et entame une carrière solo.
Lors de sa parution en 1968 l'album ne comportait aucun titre, ni de nom sur la pochette. Il passa inaperçu.[réf. nécessaire] La réédition dès 1969 rectifia le tir...
Cet album est un peu hybride entre le son des Buffalo Springfield et les chansons à venir. The Last Trip to Tulsa, de près de 9 minutes, avec sa guitare au son lancinant annonce déjà l'album suivant Everybody Knows This Is Nowhere ou d'autres comme On The Beach. La chanson The Loner donnera à Neil Young son surnom.
Le titre I've Been Waiting For You sera repris par David Bowie sur l'album Heathen en 2002 avec David Grohl à la guitare. Il a fait l'objet d'une autre reprise par les Pixies sur la face b de leur single Velouria en 1990.

## Titres
Toutes les chansons ont été composées par Neil Young, sauf String Quartet from Whiskey Boot Hill par Jack Nitzsche.
1. The Emperor of Wyoming – 2:14
2. The Loner – 3:55
3. If I Could Have Her Tonight – 2:15
4. I've Been Waiting for You – 2:30
5. The Old Laughing Lady – 5:58
6. String Quartet from Whiskey Boot Hill – 1:04
7. Here We Are in the Years – 3:27
8. What Did You Do to My Life? – 2:28
9. I've Loved Her So Long – 2:40
10. The Last Trip to Tulsa – 9:25

## Musiciens

### Musiciens
- Neil Young - guitare, piano, orgue d'église (2, 4), clavecin (2), synthétiseur (2), chant, production
- Ry Cooder - guitare, production
- Jim Messina, Carol Kaye - basse
- Jack Nitzsche - piano électrique, arrangements, production
- George Grantham, Earl Palmer - batterie
- Merry Clayton, Brenda Holloway, Patrice Holloway, Gloria Richetta Jones, Sherlie Matthews, Gracia Nitzsche - chœurs
- musiciens non identifiés - trompette, trombone, saxophone ténor, cor d'harmonie, clarinette, timbales, cordes

## Commentaires
Selon Neil Young en 1992 : « L'album en lui-même était très bon. Mais ils m'ont fichu un nouveau procédé, le CSG, sur les mixes originaux, et ça l'a tué. Le CSG, c'était ce truc de merde qui écrasait littéralement le son pour faire sonner la musique de manière identique, qu'elle soit enregistrée en mono ou en stéréo. En d'autres termes, cela a tout foutu en l'air. Il a fallu que la maison de disques choisisse de tester cette idée à la con sur mon disque, mon tout premier disque. En plus, il n'y avait que moi et Jack sur ce disque. Nous avions tout enregistré à deux, chanson après chanson. À l'époque, je trouvais encore cette technique valable, je voulais voir si elle pouvait vraiment fonctionner. Certaines chansons datent de l'époque Buffalo Springfield. »